# Khó chịu (tâm trạng)

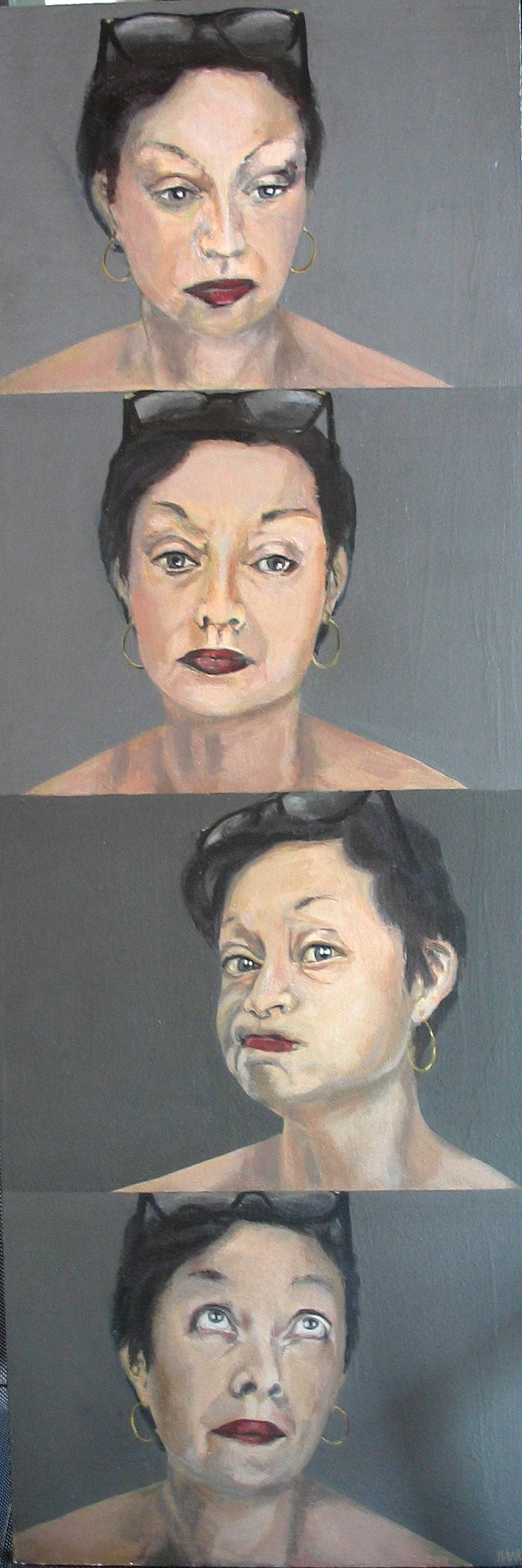
Photomaton 2004 của Marie-Paule Haar

Khó chịu là một trạng thái tinh thần không thoải mái chủ yếu gồm sự cáu kỉnh và mất tập trung từ suy nghĩ có ý thức của một người. Nó có thể dẫn đến những cảm xúc như thất vọng và tức giận. Tính từ của việc dễ dàng bị làm phiền được gọi là khó chịu.

## Tâm lý học
Nhiều lý do tồn tại cho lý do tại sao một người tìm thấy kích thích đặc biệt gây phiền nhiễu. Việc đo lường sự khó chịu là rất chủ quan. Các nghiên cứu tâm lý về sự khó chịu thường dựa vào xếp hạng mức độ khó chịu của chính đối tượng của họ theo các thang điểm. Bất kỳ loại kích thích nào cũng có thể gây khó chịu, chẳng hạn như bị chọc vào sườn hoặc phải nghe một bài hát liên tục. Nhiều kích thích mà một người lúc đầu trung lập, hoặc thậm chí thấy dễ chịu, có thể biến thành phiền toái do bị tiếp xúc liên tục. Người ta thường có thể tiếp xúc các yếu tố ít phiền toái trong phương tiện truyền thông, bao gồm cả âm nhạc nổi tiếng, memes, quảng cáo, mà do bản chất của chúng là liên tục lặp đi lặp lại trong một khoảng thời tuần hoặc vài tháng.
Một nghiên cứu được công bố trên Tạp chí quốc tế về quản lý xung đột cho thấy phản ứng của một người đối với sự phiền toái, ít nhất là khi nguyên nhân nhận thức là một người khác, leo thang đến mức cực đoan hơn khi các phiền toái không được giải quyết. Nó cũng nhận thấy rằng một người có nhiều khả năng đổ lỗi cho bên đã gây ra sự phiền toái trong nghiên cứu, thay vì chính bản thân mình, vì sự khó chịu khi phiền toái leo thang.
Chiến tranh tâm lý có thể liên quan đến việc tạo ra những phiền toái để đánh lạc hướng và làm giảm sức đề kháng của mục tiêu. Ví dụ, vào năm 1993, Cục Điều tra Liên bang Hoa Kỳ (FBI) đã chơi nhạc "được lựa chọn đặc biệt cho khả năng kích thích của nó" trên các loa ngoài nhà thờ Chi nhánh Davidian ở Waco, Texas trong nỗ lực đưa ra sự đầu hàng của David Koresh và những người theo ông.